# Čičke
Čičke (en cyrillique : Чичке) est un village de Bosnie-Herzégovine. Il est situé dans la municipalité de Hadžići, dans le canton de Sarajevo et dans la fédération de Bosnie-et-Herzégovine. Selon les premiers résultats du recensement bosnien de 2013, il compte 122 habitants.

## Démographie

### Évolution historique de la population
| 1948 | 1953 | 1961 | 1971 | 1981 | 1991 | 2013 |
| ---- | ---- | ---- | ---- | ---- | ---- | ---- |
| -    | -    | 79   | 99   | 108  | 132  | 122  |

|  |

### Répartition de la population par nationalités (1991)
En 1991, les 132 habitants du village étaient tous Musulmans (bosniaques).